# Médullaire
« Médullaire » en anatomie désigne généralement la partie centrale d'un organe, entourée du cortex.
En général, l'adjectif médullaire réfère :
- à la moelle osseuse :
  - en anatomie : le canal médullaire,
  - en pathologie :
    - une aplasie médullaire,
    - une insuffisance médullaire,
- à la moelle spinale : en pathologie :
  - une compression médullaire,
  - un traumatisme médullaire,
- à d'autres structures anatomiques :
  - la strie médullaire, une partie de l'épithalamus.

Le mot peut aussi se référer à la zone médullaire dans les ganglions, dans la glande surrénale (au niveau du rein) ou la médulla de l'ovaire.
Il est également employé en botanique pour qualifier un élément de la moelle.